# Mourgliana mollina
Mourgliana mollina là một loài bọ cánh cứng trong họ Cerambycidae.